# 愛知県立東海樟風高等学校
愛知県立東海樟風高等学校（あいちけんりつ とうかいしょうふうこうとうがっこう）は、愛知県東海市大田町に所在する公立の商業高等学校。2022年（令和4年）4月に東海商業高校から東海樟風高校に校名を変更した。

## 沿革
（この節の主要な出典は公式サイト）
- 1971年（昭和46年）4月1日 - 愛知県立東海商業高等学校として開校。
- 1971年（昭和46年）4月 - 愛知県立横須賀高等学校体育館にて入学式挙行。
- 1973年（昭和48年）
  - 3月 - 汎用コンピュータ一式導入。
  - 11月 - 体育館、付属建物完成。
- 1974年（昭和49年）
  - 1月 - 本校竣工記念式典挙行。
  - 4月 - 商業科3学級、情報処理科5学級、一括募集方式採用。
- 1975年（昭和50年）3月 - 汎用コンピュータ一式導入。
- 1978年（昭和53年）11月 - 愛知県商業実務総合競技大会開催。
- 1980年（昭和55年）10月 - 創立10周年記念式典挙行、校訓「聰・慈・健」設立。
- 1982年（昭和57年）4月 - 情報科2学級減（商業科3学級、情報科3学級）。
- 1983年（昭和58年）4月 - 商業科1学級増、情報科1学級増（商業科4学級、情報科4学級）。
- 1985年（昭和60年）3月 - 汎用コンピュータ一式更新。
- 1988年（昭和63年）9月 - 東海地区商業実務総合競技大会開催。
- 1990年（平成2年）11月 - 創立20周年記念式典挙行。
- 1991年（平成3年）4月 - 商業科1学級減（商業科3学級、情報科4学級）。
- 1993年（平成5年）8月 - 汎用コンピュータ一式更新。
- 1994年（平成6年）1月 - 東海地区情報処理教育研究競技会開催。
- 1996年（平成8年）
  - 2月 - 受変電設備改修工事（屋外キュービクル設置）完了。
  - 9月 - 愛知県商業実務総合競技大会開催、パーソナルコンピュータ21台導入。
- 1997年（平成9年）
  - 3月 - POSシステム導入。
  - 4月 - 商業科1学級減（商業科2学級、情報科4学級）。
  - 10月 - パーソナルコンピュータ21台導入。
- 1999年（平成11年）2月 - プール温水シャワー設置工事完了。
- 2000年（平成12年）
  - 4月 - 制服部分改定。
  - 11月 - 創立30周年記念式典挙行。
- 2001年（平成13年）
  - 3月 - 県立学校校内情報ネットワーク整備事業完了。
  - 9月 - 照明器具改修工事、昇降口外壁等改修工事完了。
- 2003年（平成15年）3月 - 屋外防球ネット張替工事が完了する。
- 2004年（平成16年）3月 - テニスコート整備工事が完了する。
- 2005年（平成17年）
  - 3月 - 体育館改修建築・電気工事が完了する。
  - 4月 - 商業科2学級を総合ビジネス科に改編する。
- 2006年（平成18年）1月 - 校舎改修・校舎改修管工事が完了する。
- 2007年（平成19年）4月 - 総合教育センター情報教育東海所の廃止に伴い所属替がなされる。
- 2010年（平成22年）
  - 4月 - 総合ビジネス科1学級増（総合ビジネス科3学級、情報科4学級）。
  - 11月 - 創立40周年記念式典挙行。
- 2011年（平成23年）4月 - 課題研究棟の名称を「立志館」とする。
- 2013年（平成25年）4月 - 総合ビジネス科1学級増（総合ビジネス科4学級、情報科4学級）。
- 2022年（令和4年）4月 - 東海樟風高校に校名を変更[1]。総合情報科を設置[1]。

## 学科
情報科
- ビジネス情報
- プログラミング

総合ビジネス科
- 総合ビジネス類型

## 学校行事
- 4月 - 入学式、始業式、前期生徒会役員選挙、オリエンテーションテスト
- 5月 - 遠足、中間考査
- 6月 - 合唱コンクール、期末考査
- 7月 - 求人資料配布（3年）、薬物乱用防止教室、不審者対策講座、性教育講話（1年）、終業式
- 8月 - 出校日、中学生体験入学
- 9月 - 始業式、課題考査、学校祭、学科選択説明会（1年）、後期生徒会役員選挙、就職試験（3年）
- 10月 - 中間考査、性教育講話（3年）
- 11月 - 修学旅行（2年）、期末考査
- 12月 - 保育体験実習（3年）芸術鑑賞会、終業式
- 1月 - 始業式、課題考査
- 2月 - 予餞会、学年末考査
- 3月 - 卒業式、球技大会、修了式

## 部活動

### 運動部
- 硬式野球（男子）
- バスケットボール
- サッカー（男子）
- バレーボール（女子）
- バドミントン（女子）
- 陸上競技
- 剣道
- ソフトボール（女子）
- 硬式テニス（男子）
- ソフトテニス
- 卓球

### 文化部
- 児童文化（女子）
- フォーク
- 美術
- コンピュータ
- 囲碁
- デザイン
- 簿記
- 演劇
- ワープロ（女子）
- 茶華道
- コーラス
- LYC
- 家庭
- 吹奏楽
- ハンドベル

## 交通アクセス
- 名鉄常滑線・河和線 太田川駅より徒歩で約12分。
- 知多バス：上野台線「木庭西」バス停より徒歩で約5分（JR東海道本線 共和駅よりバスで約21分。）。

## マスコットキャラクター
- 「まちづくり応援大使」（オニオンマン、ランちゃん、ふきぼー、とまてぃーぬ、てっちゃん、の5人組） - 生徒たちが考えたご当地名産・特産をモチーフとしたキャラクター。オニオンマンと、てっちゃんと、とまてぃーぬと、ランちゃんには着ぐるみが存在する。

## その他
生徒、周辺地域からは、「東商（とうしょう）」、「東海商業」、生徒のことを「東商生」という。